# Astghadzor

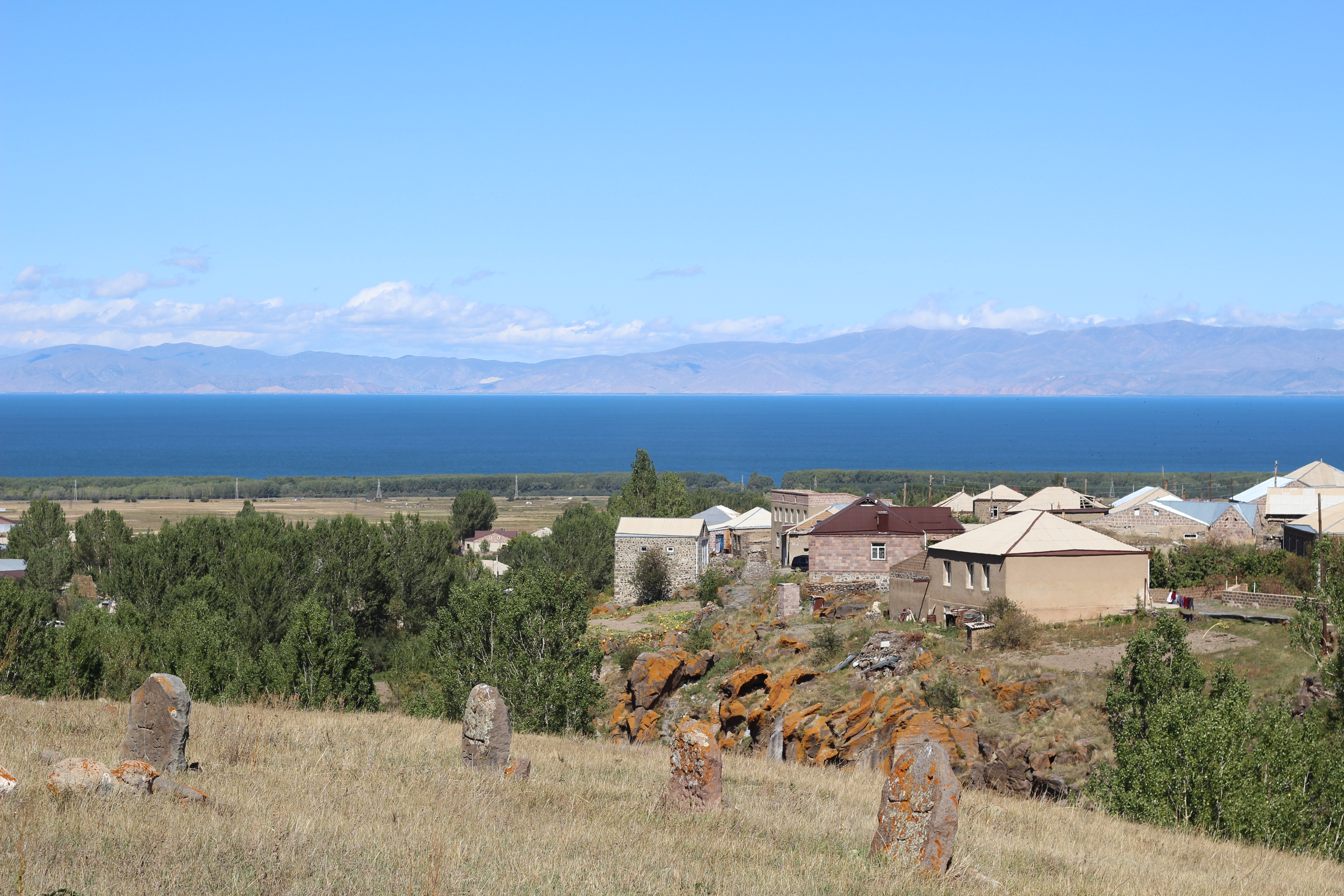

Astghadzor (in armeno Աստղաձոր?, fino al 1935 Alikrykh o Alighrkh) è un comune dell'Armenia di 4 037 abitanti (2009) della provincia di Gegharkunik.